# 林廷瑾
林廷瑾（？—？），明朝政治人物。
曾接替秦宗議任上海县知县一职，洪武二十五年，修建上海鼓楼等。1394年，由张守约接任。